# (19531) Charton
(19531) Charton (1999 GM32) – planetoida z grupy pasa głównego asteroid okrążająca Słońce w ciągu 3,38 lat w średniej odległości 2,25 j.a. Odkryta 7 kwietnia 1999 roku.